# 上垣守国
上垣 守国（うえがき もりくに、宝暦3年（1753年） - 文化5年8月19日（1808年10月8日））は、江戸時代中期から後期にかけての養蚕家、蚕種商人。通称は伊兵衛、号は仙栄堂。

## 経歴・人物
但馬養父郡蔵垣村（現・兵庫県養父市）の庄屋の家に生まれる。奥州など各地に蚕種の仕入れに出掛け、但馬種の蚕を創出した。享和2年（1802年）に著した『養蚕秘録』は最も代表的な江戸時代の養蚕書である。同書はシーボルトによって持ち出され『Yo-san-fi-rok』として翻訳出版された。

## 著書
- 『養蚕秘録』 - 国立国会図書館デジタルコレクション

## 顕彰施設
- 上垣守国養蚕記念館（兵庫県養父市大屋町）